# ツール・ド・フランス1975
| 第62回 ツール・ド・フランス 1975 | 第62回 ツール・ド・フランス 1975         |
| -------------------------------- | ---------------------------------------- |
| 全行程                           | 22区間, 3999 km                          |
| 総合優勝                         | ベルナール・テブネ 116時間22分23秒       |
| 2位                              | エディ・メルクス +2分47秒                |
| 3位                              | ルシアン・バンインプ +5分01秒            |
| 4位                              | ヨープ・ズートメルク +6分42秒            |
| 5位                              | ビセンテ・ロペスカリル +19分29秒         |
| ポイント賞                       | リック・バンリンデン 342ポイント         |
| 2位                              | エディ・メルクス 240ポイント             |
| 3位                              | フランチェスコ・モゼール 199ポイント     |
| 山岳賞                           | ルシアン・バンインプ 285ポイント         |
| 2位                              | エディ・メルクス 206ポイント             |
| 3位                              | ヨープ・ズートメルク 171ポイント         |
| 新人賞                           | フランチェスコ・モゼール 114時間59分44秒 |
| チーム優勝                       | ガン・メルシェ                           |

ツール・ド・フランス1975は、ツール・ド・フランスとしては62回目の大会。1975年6月26日から7月22日まで、全22ステージで行われた。

## みどころ
前年、史上初のジロ、ツール、世界選手権のトリプルクラウンを達成し、向かうところ敵なしの状態が続くエディ・メルクス。この年は6度目のツール制覇一本に絞っての調整を行ってきた。
メルクス打倒に挑むライバルたちだが、「万年2位」の異名を取るレイモン・プリドールやメルクス不在の2年前のツールを制したルイス・オカーニャ、さらにフェリーチェ・ジモンディ、ヨープ・ズートメルクといったあたりが挙げられるも、結局はメルクスの引き立て役でしかないと見られていた。
しかし、この年にツールでのデビューを果たしたイタリア人の若きエース、フランチェスコ・モゼールや、前年は病気のため満足にレースにさえ出ることができなかった地元フランスのベルナール・テブネが大暴れし、メルクスは次第に追い詰められていく・・・
なお、この年からシャンゼリゼ通りが最終ゴールに設定されたほか、新人賞ジャージ（マイヨ・ブラン）制度がはじまっている。

## 今大会の概要
プロローグのタイムトライアルでいきなりマイヨ・ジョーヌを奪ったモゼールは、第5ステージまでマイヨを守った。しかしメルクスが第6ステージの個人タイムトライアルでモゼールからマイヨを奪ったことから、例年通り、このままメルクスがそのまま突っ走るのかと誰もが思った。
しかしモゼールは続く第7ステージを制し、マイヨ奪回こそならなかったもののメルクスに食らいついた。さらにモゼールの前半ステージにおける大健闘ぶりが後にメルクスの勝利の方程式を奪ってしまうことになる。
漸く前半ステージ最大のヤマ場となる第9ステージの個人タイムトライアルを制し、メルクスはモゼールに初めて、1分39秒差という分単位での差をつけることになるが、テブネが2分20秒差の3位につけていた。
ピレネーステージに突入した第11ステージで、大きく遅れたモゼールに替わってテブネが1分31秒差で2位に浮上。そしてアルプスステージに突入した第15ステージのニース～プラルー区間において、今大会のみならず、ロード界における世代交代ともいうべき歴史的な結果に遭遇することになる。
標高2000M級の山々が連なり、5つの峠を越えるという今大会最大の難関といっていいステージだが、中盤のシャン、アロの両峠はメルクスがトップで通過した。しかし次第にメルクスの走りに精細がなくなり、ライバルたちが一斉に反撃に打って出た。その中から、チームメイトのアシストを受けたテブネが抜け出し、見事この区間を制覇。メルクスはテブネに遅れること1分56秒差となり、ついに総合でも、テブネがメルクスに58秒の差をつけてマイヨを奪った。
さらにテブネは第16ステージにおいてもメルクスに2分22秒の差をつけてステージ連勝。総合で3分20秒の差をつけた。そしてメルクスは第18ステージの個人タイムトライアルでもテブネに対して15秒しか縮められず、ここでほぼ決着がついた。
結局テブネがメルクスに2分47秒の差をつけ、初の個人総合優勝を果たした。
テブネはこれまで、タイトルとしてはツール・ド・ロマンディの勝利がある程度の選手で、ツールでは73年に2位入賞の実績があるも、優勝したオカーニャに15分以上の差をつけられていた。

## その後
- 初代新人賞を受賞したモゼールだが、ツール・ド・フランスに出場したのは生涯この年1回だけだった。

- テブネは77年のツールも総合優勝を果たすが、この年のツールはメルクスが出場した最後の大会でもあった。

- メルクスはこの大会以後他のレースにおいても全くといっていいほど勝てなくなり、メルクスの栄光に浴し続けたモルテーニは翌76年に解散を余儀なくされた。

## 総合成績
| 順位 | 選手名                   | 国籍     | チーム | 時間         |
| ---- | ------------------------ | -------- | ------ | ------------ |
| 1    | ベルナール・テブネ       | フランス |        | 114h 35' 31" |
| 2    | エディ・メルクス         | ベルギー |        | 2' 47"       |
| 3    | ルシアン・バンインプ     | ベルギー |        | 5' 01"       |
| 4    | ヨープ・ズートメルク     | オランダ |        | 6' 42"       |
| 5    | ビセンテ・ロペスカリル   | スペイン |        | 19' 29"      |
| 6    | フェリーチェ・ジモンディ | イタリア |        | 23' 05"      |
| 7    | フランチェスコ・モゼール | イタリア |        | 24' 13"      |
| 8    | ジョセ・フッシュ         | スイス   |        | 25' 51"      |
| 9    | エドアール・ヤンセン     | ベルギー |        | 32' 01"      |
| 10   | ペドロ・トレス           | スペイン |        | 35' 36"      |

### マイヨ・ジョーヌ保持者
| 選手名                   | 国籍     | 首位区間       |
| ------------------------ | -------- | -------------- |
| フランチェスコ・モゼール | イタリア | プロローグ-第5 |
| エディ・メルクス         | ベルギー | 第6-第14       |
| ベルナール・テブネ       | フランス | 第15-最終      |